# コア4
コア4（コア・フォー、英：Core Four）は、ニューヨーク・ヤンキースのデレク・ジーター、アンディ・ペティット、ホルヘ・ポサダ、マリアノ・リベラの4選手のことを指し、1990年代後半から2000年代、ジョー・トーリ監督のもと、ワールドシリーズを4回制覇するなど主力選手として活躍し、ヤンキースの黄金時代を築いた。

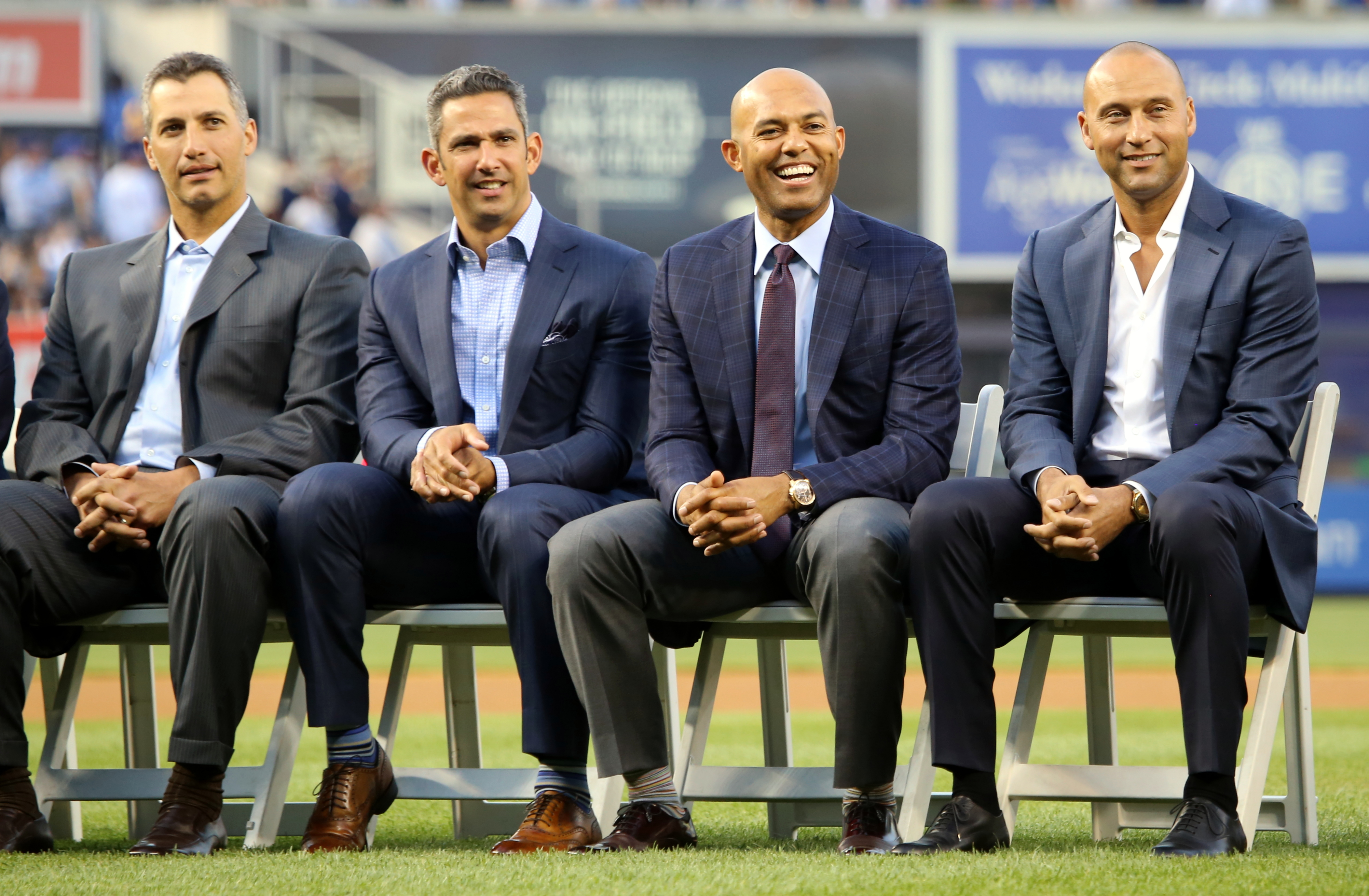
2015年のコア4。左から：アンディ・ペティット、ホルヘ・ポサダ、マリアノ・リベラ、デレク・ジーター

## コア4の始まり
デレク・ジーター、マリアノ・リベラ、ホルヘ・ポサダ、アンディ・ペティットは、1990年代初頭にアマチュア選手としてニューヨーク・ヤンキースに加わった。

## 個人の業績

### デレク・ジーター

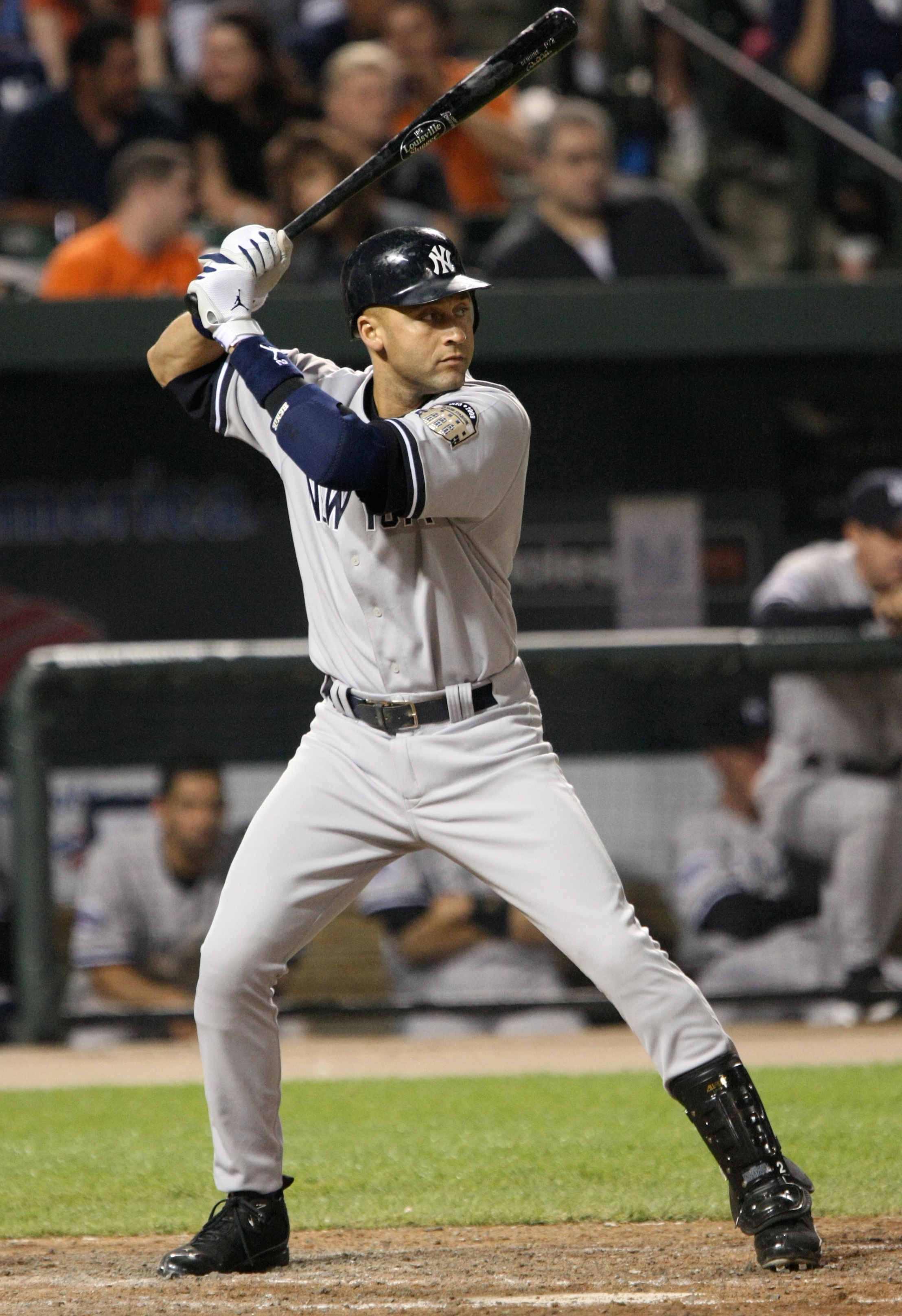
デレク・ジーター

ジーターは、ヤンキースで一筋20年のフランチャイズ・プレイヤー（1995-2014）。2009年9月11日にヤンキースの安打記録を持っていたルー・ゲーリックの2721安打を上回った。2011年7月9日、タンパベイ・レイズ戦で、メジャー史上28人目の通算3000本安打を達成。2014年シーズンで現役引退。通算3465安打。2016年にジーターの背番号『2』を永久欠番に指定することを発表。2017年5月14日に永久欠番に指定された。2020年にアメリカ野球殿堂入り。

### アンディ・ペティット

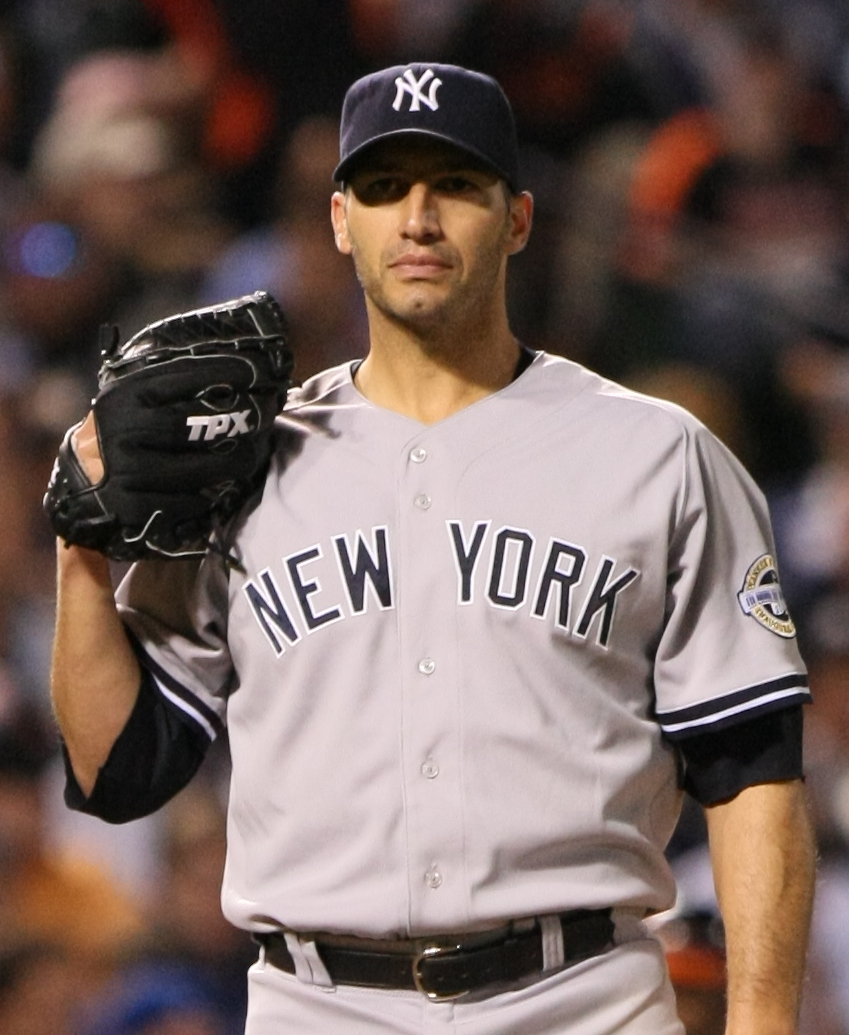
アンディ・ペティット

ペティットはヤンキースとヒューストン・アストロズでプレー。2003年にウォーレン・スパーン賞を受賞。ポストシーズンで歴代1位の19勝を拳げる。2011年に引退宣言をするも、その後ヤンキースに復帰。その後、2013年に再び現役引退。2015年にペティットの背番号『46』が、ホルヘ・ポサダ、バーニー・ウィリアムズと共に永久欠番に指定された。

### ホルヘ・ポサダ
ポサダはヤンキースで17年間（1995-2011）捕手として活躍し、通算1664安打、275本塁打、1065打点の強打の捕手として知られる。2012年1月24日に現役引退。2015年2月16日にポサダの背番号『20』が、アンディ・ペティット、バーニー・ウィリアムズと共に永久欠番に指定された。

### マリアノ・リベラ

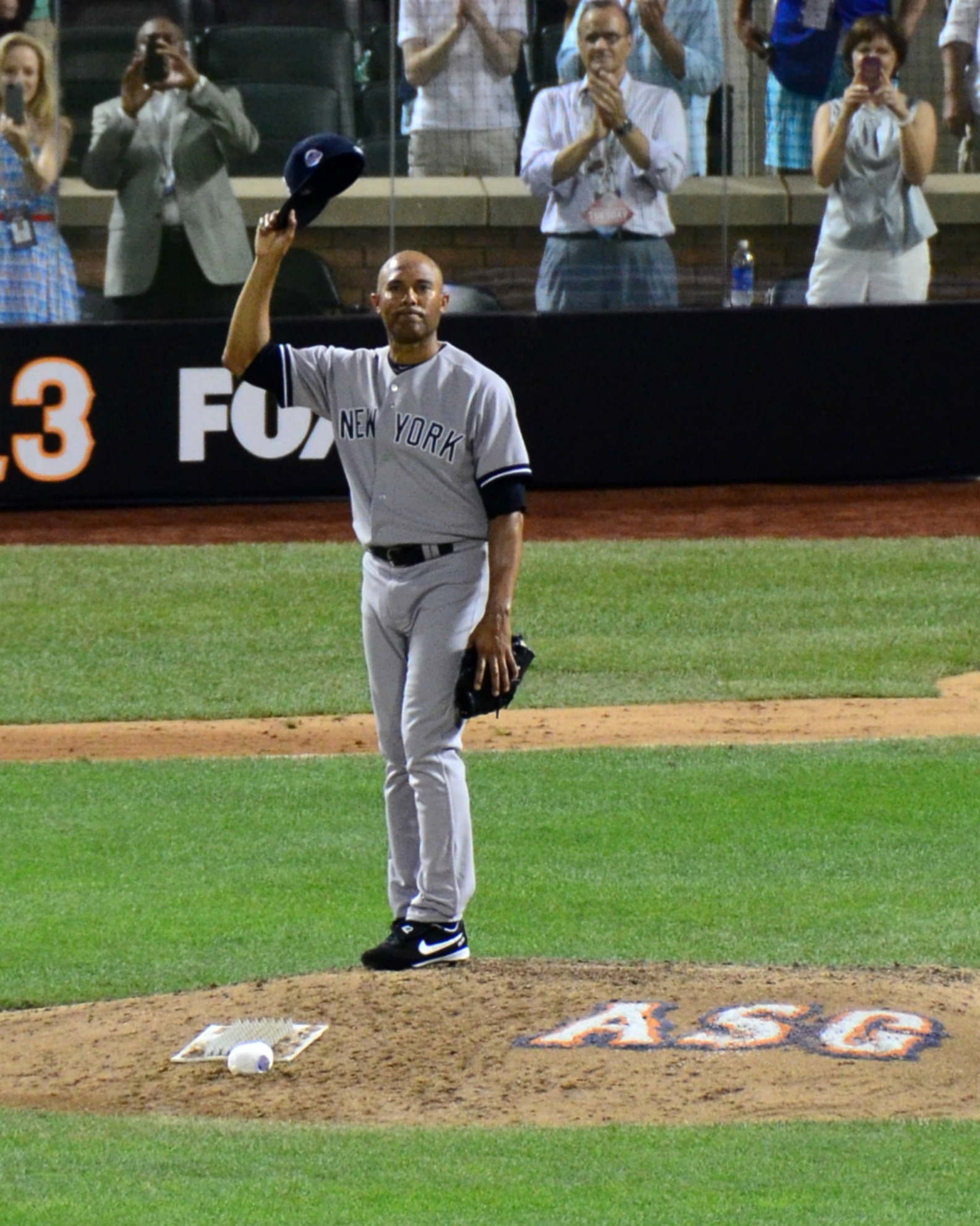
マリアノ・リベラ

リベラはヤンキース一筋で19シーズン（1995-2013）をプレーし2013年に現役引退。同年、リベラの背番号『42』が永久欠番に指定。652セーブは歴代1位。2019年にアメリカ野球殿堂入り。

## コア4の成績
コア4が在籍している間合計19個のワールドシリーズリングを獲得した。
2010年、ジーター、リベラ、ポサダは、北米4大プロスポーツリーグのいずれかで、16シーズン連続で同じチームでプレーする最初の3人になった。

## コア4の終わり
ペティットは2011年2月4日に現役引退を発表。しかし、2012年3月16日、ヤンキースに現役復帰。2013年9月20日に二度目の現役引退を発表した。
ポサダは2011年にチームに加入したラッセル・マーティンにポジションを奪われてしまい、2012年1月24日に現役引退を発表した。
リベラはオフシーズンを通して怪我をリハビリした後、2013年に現役引退を発表した。
ジーターはコア4最後の引退選手であり、2014年2月12日に現役引退を発表した。
これにより、コア4全員が引退した。

## ヤンキースとのキャリア統計

### テーブルキー
|               | ヤンキースのチーム記録               |
| ^             | アメリカンリーグの記録               |
| double-dagger | メジャーリーグの記録                 |
| dagger        | 野球殿堂選出                         |
| (X)           | ヤンキースのトップ10以内にランクイン |

### 野手
| 選手名           | ポジション | 試合       | 打席        | 得点       | 安打       | 本塁打    | 打点       | 打率       | 盗塁      | 備考   |
| ---------------- | ---------- | ---------- | ----------- | ---------- | ---------- | --------- | ---------- | ---------- | --------- | ------ |
| デレク・ジーター | 遊撃手     | 2747 (1位) | 12602 (1位) | 1923 (3位) | 3465 (1位) | 260 (9位) | 1311 (6位) | .310 (7位) | 358 (1位) | [ 13 ] |
| ホルヘ・ポサダ   | 捕手       | 1829 (8位) | 6092        | 900        | 1664       | 275 (8位) | 1065       | .273       | 20        | [ 11 ] |

### 投手
| 選手名               | ポジション | 登板        | 投球回         | 勝利      | 敗戦      | セーブ    | 防御率     | 奪三振     | 四球      | 備考   |
| -------------------- | ---------- | ----------- | -------------- | --------- | --------- | --------- | ---------- | ---------- | --------- | ------ |
| アンディ・ペティット | 先発       | 447 (5th)   | 2796+1⁄3 (3位) | 219 (3位) | 127 (3位) | 0         | 3.94       | 2020 (1位) | 889 (4位) | [ 15 ] |
| マリアノ・リベラ     | リリーフ   | 1115^ (1位) | 1283+2⁄3       | 82        | 60        | 652 (1位) | 2.21 (2位) | 1173 (8位) | 286       | [ 12 ] |